# Schneewittchen am See
Schneewittchen am See ist ein deutscher Fernsehfilm von Alex Schmidt aus dem Jahr 2020, der von sabotage films im Auftrag des ZDF produziert wurde. Es ist der vierte Film des Herzkino-Ablegers Herzkino.Märchen mit zeitgenössischen Verarbeitungen von Grimms Märchen. Die Dreharbeiten fanden vom 9. Juni 2020 bis zum 7. Juli 2020 in Brandenburg bei Kremmen, Altlandsberg und Umgebung statt.
Der Rollenname der Hauptfigur, Smilla Witte, spielt indirekt auf die Märchenfigur Schneewittchen an: Smilla entstammt dem Weltbestseller Fräulein Smillas Gespür für Schnee.

## Handlung
Heinrich Witte betreibt nach dem Tod seiner Frau das Restaurant „Schneewittchen am See“ alleine. Seine Tochter Smilla wollte damals gerne als Köchin unter ihrem Vater arbeiten. Nach ihrer Flucht damals, als ihre Mutter starb, hat ihr Vater in Regina Bellmer eine neue Küchenchefin und Partnerin gefunden. Als Smilla nach all der Zeit zurück in ihre alte Heimat fährt, gerät sie schnell in Streitigkeiten mit ihrem Vater und Regina. Sie reist daher früher als geplant wieder ab und sucht Unterschlupf bei ihrer einstigen Freundin Hedi Nanno, die mit ihrem Bruder, dessen Ehemann und ein paar Tieren auf dem Land lebt. Auf dem Weg begegnet sie ihrer alten Jugendliebe Jan Königsohn, der mittlerweile ein Tanzlokal betreibt.
Um ihrer Freundin zu helfen, bringt Smilla Hedis Website auf den modernsten Stand, wobei sie wieder nach langer Zeit für eine Fotosession Gerichte kocht. Nach einem kleinen Unfall von Regina wird Smilla angefragt um in der Küche auszuhelfen. Diese meistert das Kochen mit Bravour und guten Kritiken. Da aber Vater Heinrich seiner Tochter nun das Lokal anbieten will sieht Regina in ihr eine Konkurrentin. Sie beauftragt den Starkoch Roland Jäger sie abzuwerben, doch vergebens. Mit einem selbstgebackenen Kuchen bittet Regina selbst bei Smilla um eine Chance, das Angebot abzulehnen. Dieses Treffen endet mit einem Totalzusammenbruch, da Smilla an Apfelallergie leidet. Jedoch kann Jan Königsohn sie mit einem Notfallkit retten. Mit Bedauern übergibt Regina Smilla die Küchenschürze, jedoch wird Regina mit einem Heiratsantrag von Heinrich freudig überrascht.

## Kritik
Die Kritiker der Fernsehzeitschrift TV Spielfilm gaben den Daumen zur Seite, vergaben für Humor zwei von drei möglichen Punkten und kommentierten: „Volle Breitseite Kitsch mit einem Miniauftritt von Sternekoch Alexander Herrmann“. Als Gesamtfazit zogen sie: „Das hat der Grimmsche Klassiker nicht verdient“.

„[Die Filmadaption] ist gelungen: Die charakteristischen Merkmale des Märchens sind fast alle da, eingebettet in ein frisches und frühlingshaftes Ambiente.“